# Ray Wilkins
Raymond Colin "Ray" Wilkins MBE (14 tháng 9 năm 1956 – 4 tháng 4 năm 2018) là một cầu thủ bóng đá người Anh. Sau khi kết thúc sự nghiệp ông chuyển sang làm bình luận viên bóng đá và huấn luyện viên bóng đá ở Queens Park Rangers, Fulham, Chelsea và Jordan. Công việc gần nhất của ông là trợ lý huấn luyện viên tại Aston Villa.
Ông là một tiền vệ quan trọng của Anh trong những năm 1980, và giành được thành công ở một vài câu lạc bộ khác nhau Chelsea, Manchester United, Milan, Queens Park Rangers, và Rangers.
Con trai ông cũng là một cầu thủ chuyên nghiệp George Wilkins; ông có hai chị và ba anh em trai là cầu thủ đá bóng: Graham Wilkins cựu cầu thủ chuyên nghiệp thi đấu tại Football League ở vị trí hậu vệ cho Chelsea, Brentford, và Southend United; cựu cầu thủ và huấn luyện viên Brighton & Hove Albion, Dean Wilkins; và Stephen Wilkins, người cũng ký hợp đồng với Chelsea và sau đó thi đấu một trận cho Brentford, trước khi chuyển tới thi đấu cho các đội non – League ở Dagenham và Hayes.

## Thống kê huấn luyện
Tính đến 20 tháng 1 năm 2015
| Đội                 | Quốc gia | Từ                   | Tới                 | Thành tích | Thành tích | Thành tích | Thành tích | Thành tích | Thành tích |
| Đội                 | Quốc gia | Từ                   | Tới                 | Tr         | T          | H          | B          | % Thắng    |            |
| ------------------- | -------- | -------------------- | ------------------- | ---------- | ---------- | ---------- | ---------- | ---------- | ---------- |
| Queens Park Rangers | Anh      | 15 tháng 11 năm 1994 | 4 tháng 9 năm 1996  | 80         | 31         | 13         | 36         | 038,75     |            |
| Fulham              | Anh      | 25 tháng 9 năm 1997  | 7 tháng 5 năm 1998  | 44         | 21         | 8          | 15         | 047,73     |            |
| Chelsea (tạm quyền) | Anh      | 13 tháng 9 năm 2000  | 17 tháng 9 năm 2000 | 2          | 1          | 0          | 1          | 050,00     |            |
| Chelsea (tạm quyền) | Anh      | 9 tháng 2 năm 2009   | 15 tháng 2 năm 2009 | 1          | 1          | 0          | 0          | 100,00     |            |
| Jordan              | Jordan   | 3 tháng 9 năm 2014   | 28 tháng 2 năm 2015 | 12         | 1          | 2          | 9          | 008,33     |            |
| Tổng                | Tổng     | Tổng                 | Tổng                | 139        | 55         | 23         | 61         | 039,57     |            |

## Danh hiệu

### Cầu thủ
Manchester United
- Cúp FA: 1982 – 83
- Charity Shield: 1983

Rangers
- Scottish Premier Division: 1988 – 89
- Scottish League Cup: 1987 – 88

Anh
- Rous Cup: 1986
- British Home Championship: 1977 – 78, 1981 – 82, 1982 – 83

### Trợ lý huấn luyện viên
Chelsea
- Premier League: 2009 – 10
- Cúp FA: 2009 – 10
- Community Shield: 2009